# Комарецький Сергій Данилович
Сергій́ Дани́́лович Комаре́цький (25 березня 1881, Іркліїв, нині Чорнобаївського району Черкаської області — 1 серпня 1952, комуна Гаар, район Мюнхен, Німеччина) — український хімік, 1922 — доцент, 1927 — професор Української господарської академії в Подебрадах, 1932 року обіймає посаду голови вченої ради (містоголова), в 1941—1945 роках до реорганізації інституту в Регенсбурзі — директор Українського технічного господарського інституту.

## З життєпису
Викладав на кафедрі органічної хімії.
Очолював проєкт створення Української політехніки в Німеччині — разом з професором Віктором Доманицьким та лектором Олексієм Козловським.
Написав праці з неорганічної хімії, зокрема, про добування йоду з рослин Чорного моря, також підручники для вищої школи.
Дослідженням його постаті займалася кандидат історичних наук Ярошенко Тетяна Олександрівна.